# Trajanswall

Römische Wälle in Rumänien

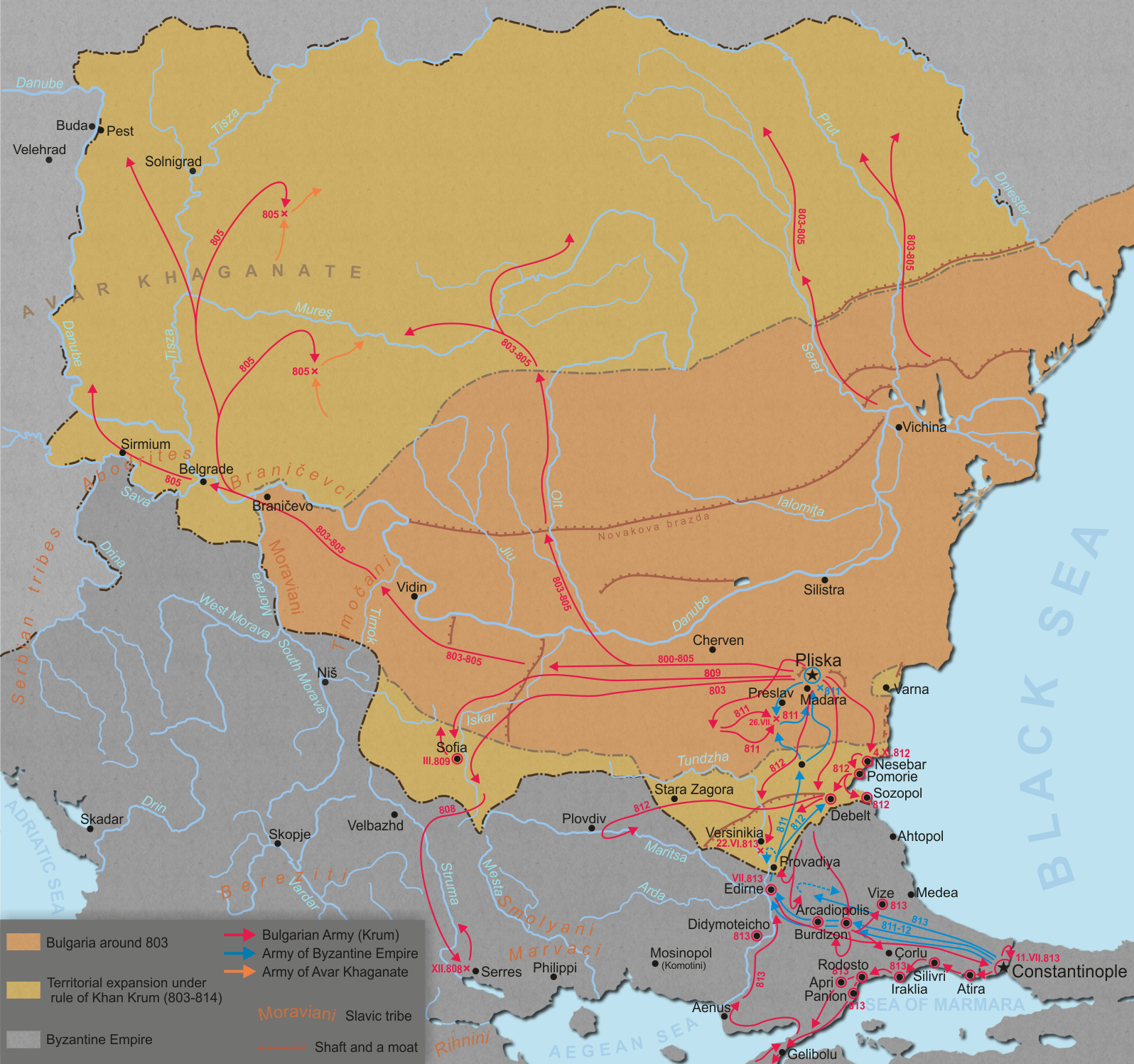
Limes im Jahr 800

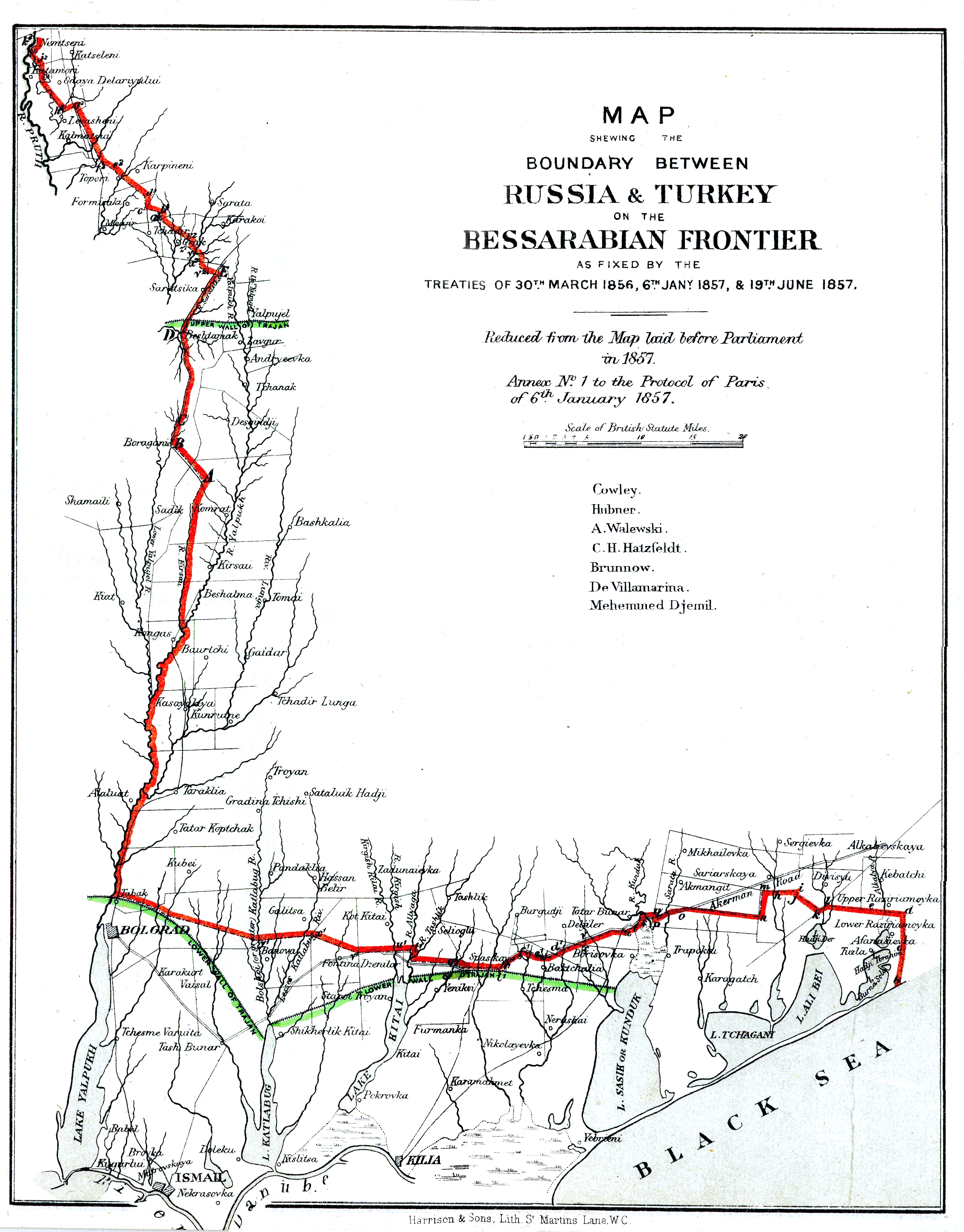
Historische Karte des unteren Trajanswalls (grün markiert) in der heutigen Ukraine

Der Trajanswall oder Trajanwall ist eine antike Befestigungslinie im früheren Bessarabien (in der Dobrudscha, einem Teil des alten Mösiens).

## Beschreibung
Der Trajanswall besteht aus dem Unteren Trajanswall mit einer Länge von 120 km und dem Oberen Trajanswall mit einer Länge von 126 km. Benannt sind sie nach dem römischen Kaiser Trajan (98–117) wegen der Anwesenheit der Römer in diesem Gebiet zu ihrer Entstehungszeit.
Der Untere Trajanswall führt auf 126 km in west-östlicher Richtung vom Pruth zum Sassyksee am Schwarzen Meer. Die Mächtigkeit der Anlage ließ sich noch bei Untersuchungen im Jahre 1925 feststellen. Die Reste der Erdwälle hatten stellenweise 40 m Breite und einen Höhenunterschied zwischen Graben und Wallkrone von fünf Metern. Es wird vermutet, dass es sich um eine militärische Verteidigungslinie zum Schutze des Schiffsverkehrs auf der Donau handelte, die etwa 25 km südlicher verlief.
Der Obere Trajanswall verläuft 150 km nördlich des Unteren Trajanswalls ebenfalls in west-östlicher Richtung. Er verbindet auf 120 km Länge den Pruth mit dem Dnister. Die Ausmaße der Wallanlage fallen etwas geringer als im Süden aus. Die Römer haben die Wälle im zweiten Jahrhundert errichtet, um ihr Reich vor Eindringlingen zu schützen.

## Bulgarischer Limes
Unter Khan Krum (803–814) wurde der Limes als Новакова Бразда (Nowakowa Brasda) weiterhin verwendet zum Schutz der Nordgrenze seines Reiches.